# Gabriele Sprickler-Falschlunger

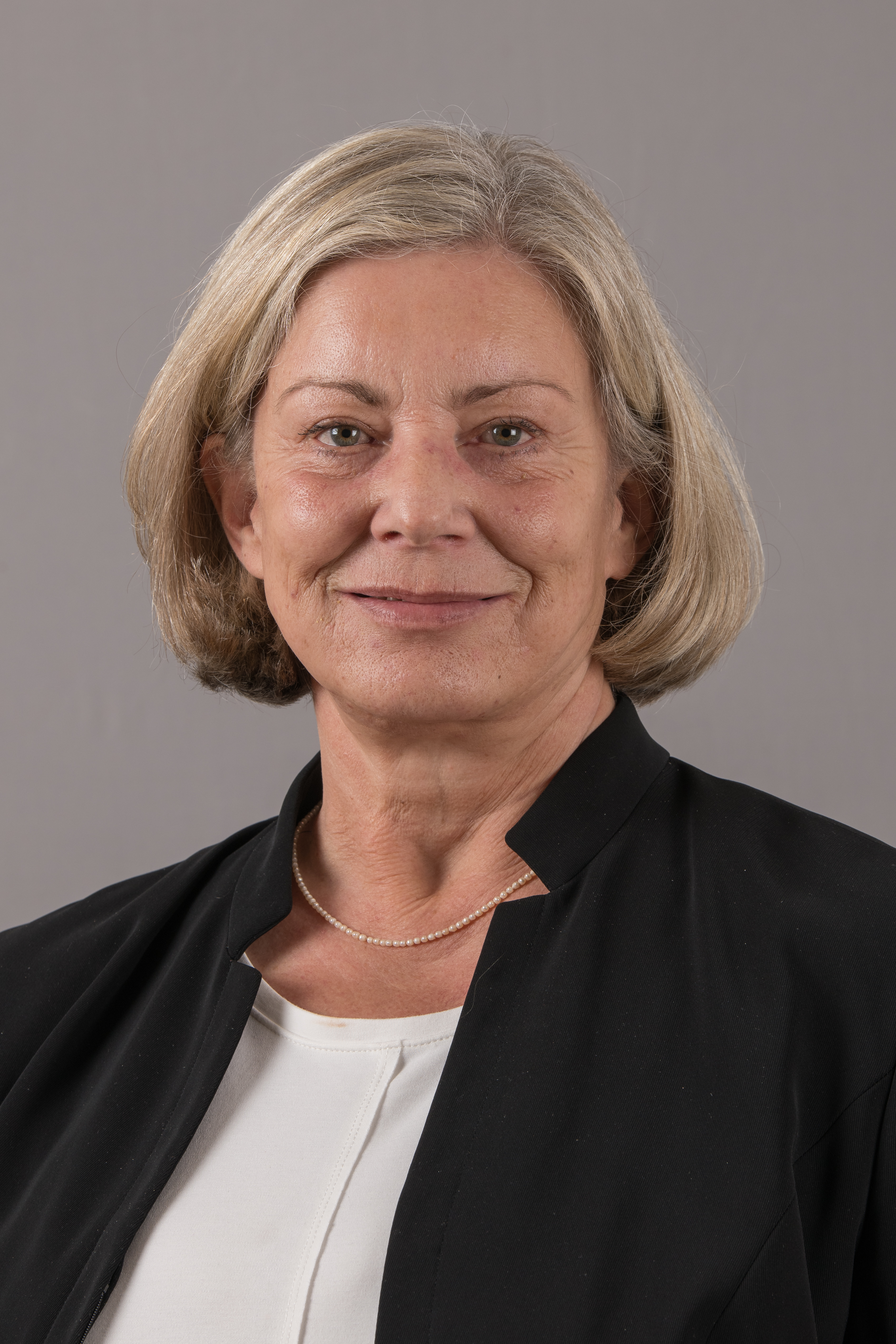
Gabriele Sprickler-Falschlunger (2017)

Gabriele Sprickler-Falschlunger (* 21. August 1956 in Bregenz; geborene Falschlunger) ist eine sozialdemokratische Politikerin im österreichischen Bundesland Vorarlberg. Von 2009 bis 2019 war sie für die SPÖ Abgeordnete zum Vorarlberger Landtag. Von September 2016 bis September 2018 und von Oktober 2021 bis Oktober 2023 war sie Parteivorsitzende der SPÖ Vorarlberg.

## Ausbildung und Beruf
Gabriele Sprickler-Falschlunger wurde am 21. August 1956 als Tochter von Karl und Erna Falschlunger in Bregenz geboren und wuchs in Dornbirn auf. In Bregenz besuchte sie die Volksschule und das Gymnasium, wo sie 1975 maturierte. Anschließend studierte sie von 1975 bis 1984 Humanmedizin an der Universität Graz und schloss das Studium 1984 mit der Promotion zur Doktorin der Humanmedizin (Dr. med.) ab.
Sprickler-Falschlunger absolvierte die Turnusausbildung zur Ärztin für Allgemeinmedizin und betrieb von 1989 bis Ende September 2022 freiberuflich eine Praxis für Allgemeinmedizin in Dornbirn.

## Politischer Werdegang
Ihre politische Karriere begann Gabriele Sprickler-Falschlunger, die seit 1999 Parteimitglied der Sozialdemokratischen Partei Österreichs ist, im Jahr 2000 als Stadtvertreterin und Stadträtin in ihrer Heimatstadt Dornbirn. Während ihrer Amtszeit als Stadträtin von 2000 bis 2009 war sie in Dornbirn für die Ressorts Integration und Schulen zuständig.
Nach der Landtagswahl in Vorarlberg 2009, bei der die SPÖ starke Verluste hinnehmen hatte müssen, rückte Sprickler-Falschlunger als Zweitgereihte der Landesliste in den Vorarlberger Landtag auf. Dort übernahm sie in der sozialdemokratischen Fraktion die Funktion der Bereichssprecherin für Soziales und Pflege, Gesundheit, Senioren, Integration, Kultur, Bildung, Wissenschaft, Familie und Europa. Im 29. Vorarlberger Landtag war sie Mitglied im Europa-Ausschuss, im Integrationsausschuss, im Kultur- und Bildungsausschuss und im Sozialpolitischen Ausschuss. In letzterem war sie zudem stellvertretende Vorsitzende.
Anlässlich des 41. Landesparteitages der SPÖ Vorarlberg am 4. November 2011 wurde sie mit 100 Prozent der abgegebenen Stimmen zu einer der stellvertretenden Landesparteivorsitzenden der Partei gewählt.
Bei der Landtagswahl in Vorarlberg 2014 wurde Sprickler-Falschlunger, die auf Platz zwei der SPÖ-Landesliste kandidierte, erneut in den Vorarlberger Landtag gewählt. In der 30. Legislaturperiode des Vorarlberger Landtags ist sie Bereichssprecherin des SPÖ-Clubs für Gesundheit, Pflege, Senioren, Bildung, Frauen, Integration, Kultur, Wissenschaft, Tierschutz und Europa. Außerdem wurde sie zur Obfrau-Stellvertreterin des Sozialpolitischen Landtagsausschusses gewählt.
Im März 2017 wurde sie als Nachfolgerin von Michael Ritsch zur Landesparteivorsitzenden der SPÖ Vorarlberg gewählt, wobei sie dieses Amt zuvor bereits ab September 2016 geschäftsführend ausgeübt hatte. Im Juni 2018 wurde Martin Staudinger vom erweiterten Landesparteivorstand als ihr Nachfolger in dieser Funktion nominiert und schließlich am 20. September 2018 vom Landesparteitag gewählt.
Nach der Landtagswahl 2019 schied sie aus dem Landtag aus.
Am 16. Oktober 2021 übernahm Sprickler-Falschlunger nach starken parteiinternen Auseinandersetzungen um die Nachfolge von Martin Staudinger als Landesparteivorsitzendem erneut die Führung der SPÖ Vorarlberg, nachdem sie als Kompromisskandidatin erst am Landesparteitag von zwei Dritteln der Delegierten zunächst zur Wahl zugelassen und anschließend mit 71 Prozent der Stimmen gewählt worden war. Als ihr Nachfolger wurde im Juni 2023 Mario Leiter designiert und im Oktober 2023 auf dem Sonderparteitag der SPÖ Vorarlberg mit 88,7 Prozent Zustimmung gewählt.
Am selben Sonderparteitag wurde Sprickler-Falschlunger zur Ehrenvorsitzenden der SPÖ Vorarlberg ernannt.

## Privatleben
Sprickler-Falschlunger ist wiederverheiratet und Mutter einer Tochter. Sie wohnt in Dornbirn, ist ehemalige praktizierende Allgemeinmedizinerin und die einzige Tochter des langjährigen SPÖ-Landesparteivorsitzenden Karl Falschlunger. Am 23. Dezember 2021 heiratete sie Johannes Rauch (Grüne).